# Naemacyclus steatopygioides
Naemacyclus steatopygioides är en svampart som beskrevs av H.C. Evans & Minter 1986. Naemacyclus steatopygioides ingår i släktet Naemacyclus, klassen Leotiomycetes, divisionen sporsäcksvampar och riket svampar.   Inga underarter finns listade i Catalogue of Life.